# بازاز کوکس-۱
بازاز کوکس-۱ (به لاتین: Cox's Bazar-1) یک منطقهٔ مسکونی در بنگلادش است که در ناحیه کاکس‌بازار واقع شده‌است.